# Fédération romande d'Églises évangéliques
« FREE » redirige ici. Pour les autres significations, voir Free.
La Fédération romande d'Églises évangéliques (FREE) est une association chrétienne évangélique d'églises non confessionnelles en Suisse. Son siège est à Saint-Prex. La FREE est membre du Réseau évangélique suisse et de la Fédération internationale des églises évangéliques libres.

## Histoire
Elle est issue de la fusion initiée en 2006 et effective en janvier 2007 de l’Union des Assemblées et Églises évangéliques en Suisse romande (AESR) (Assemblées de Frères, courant ouvert) et de la Fédération d'Églises évangéliques libres (FEEL) ,.
Les plus anciennes Eglises évangéliques actuellement rattachées à la FREE sont nées au cours du premier tiers du XIXe siècle, fruit du réveil spirituel qui s’est manifesté à Genève dès 1810 et s’étendit rapidement dans les cantons protestants de Suisse romande.
En 2009, elle compte 49 églises en Suisse romande et 5 000 membres.
Selon un recensement de la Fédération publié en 2020, elle disait avoir 50 églises et 4 500 membres.

## Croyances
La Fédération a une confession de foi évangélique basée sur les croyances de l’Église de professants et est membre de la Fédération internationale des églises évangéliques libres.

## Implication sociale
La FREE opère une maison de retraite à Château-d’Oex, qui s'est publiquement opposée à l’assistance au suicide.